# 修道中学校・修道高等学校の人物一覧
修道中学校・高等学校の人物一覧（しゅうどうちゅうがっこう・こうとうがっこうのじんぶついちらん）は、修道中学校・高等学校、旧制修道中学校、広島藩校に関係する人物の一覧記事。

## 人物一覧

### 政治
- 加藤友三郎 - 第21代内閣総理大臣、海軍大臣、海軍省次官、元帥、日本海海戦時の連合艦隊参謀長
- 藤田正明 - 第16代参議院議長、総理府総務長官、沖縄開発庁長官
- 亀井静香 - 元運輸大臣、建設大臣、自民党政務調査会長、衆議院議員（修道中学校卒、修道高校2年時に中退）
- 斉藤鉄夫 - 国土交通大臣、公明党代表、元環境大臣、衆議院議員
- 小林躋造 - 元国務大臣、大日本帝国海軍大将、連合艦隊司令長官、台湾総督、海軍省次官、貴族院議員
- 花井卓蔵 - 第14代帝国議会衆議院副議長、貴族院議員、足尾鉱毒事件・米騒動等の弁護士
- 小鷹狩元凱 - 元衆議院議員
- 金尾稜厳 - 元衆議院議員、富山県知事、島根県知事
- 平山靖彦 - 元衆議院議員、貴族院議員、秋田県知事、大分県知事、佐賀県知事
- 野崎啓造 - 元貴族院議員、第5代検事総長
- 船越衛 - 元貴族院議員、千葉県知事、枢密院顧問官、男爵
- 渡正元 - 元貴族院議員、元老院議官、参事院議官
- 村上敬次郎 - 元貴族院議員、男爵、大日本帝国海軍中将、海軍主計総監
- 浅野長武 - 元貴族院議員、侯爵、美術史家、広島市名誉市民（修道中学校名誉総理、理事長）
- 藤田高之 - 元衆議院議員、東京上等裁判所検事、播但鉄道初代社長、神機隊隊長
- 村瀬武男 - 元衆議院議員、愛媛県議会議長、今治市長
- 伊藤三樹三 - 元衆議院議員、山口県会議長
- 佐竹新市 - 元衆議院議員（中退）
- 江藤栄吉 - 元衆議院議員（修道中学校長）
- 新坂一雄 - 元参議院議員
- 松本大輔 - 元衆議院議員、文部科学副大臣、防衛大臣政務官
- 増原義剛 - 元衆議院議員、内閣府副大臣、総務大臣政務官、財務省東海財務局長
- 田中英夫 - 元衆議院議員、亀岡市長、京都府議会議員 （修道中学校卒）
- 菅川洋 - 元衆議院議員、税理士
- 峰崎直樹 - 元参議院議員、財務副大臣、内閣官房参与、参議院財政金融委員長
- 福本潤一 - 元参議院議員、参議院災害対策特別委員長、農林水産大臣政務官、公明党副幹事長
- 浅野吉長 - 広島藩第5代藩主（藩校「講学所」を創設）
- 浅野重晟 - 広島藩第7代藩主（藩校を「学問所」として再興し、自らも教鞭を執る）
- 浅野長勲 - 広島藩第12代藩主（「修道館」を創設し藩校を引き継ぐ）
- 浅野長孝 - 広島藩第17代当主、修道学園名誉学園長
- 竹下虎之助 - 元広島県知事（修道学園理事長）
- 藤田雄山 - 元広島県知事（成蹊高等学校に転校）
- 佐藤正 - 元広島市長、陸軍少将、宮中顧問官、修道中学校総理
- 伴資健 - 元広島市長
- 山田節男 - 元広島市長、参議院議員、参議院決算委員長
- 荒木武 - 元広島市長
- 新原芳明 - 呉市長、元造幣局理事長、富山県副知事、大蔵省証券局企業財務課長
- 清水聖士 - 元千葉県鎌ケ谷市長
- 中川洋 - 元大竹市長
- 小島範一郎 - 元御調世羅郡長、大日本軌道取締役
- 木島丘 - 元広島市議会議長
- 林正夫 - 元広島県議会議長、全国都道府県議会議長会会長
- 平岡優一 - 広島市議会議員、インフォライズン社長、安芸ひろしま武将隊プロデューサー

### 行政
- 三好重夫 - 内閣副書記官長（内閣官房副長官）、京都府知事、岐阜県知事、福井県知事、公営企業金融公庫総裁、1925年内務省
- 伊藤謹二 - 厚生次官、石川県知事、日本赤十字社副社長
- 滝川雄壮 - 第17代気象庁長官
- 土屋定之 - 駐ペルー共和国特命全権大使、第9代文部科学事務次官
- 重家俊範 - 外務省中東アフリカ局長、駐韓特命全権大使、1969年外務省
- 山田芳太郎 - 外務省調査局長
- 泉裕泰 - 外務省アジア大洋州局中国課長、上海総領事、米国特命全権公使、外務省研修所長、1981年外務省
- 森信茂樹 - 東京税関長、財務総合政策研究所長、中央大学法科大学院教授、1973年大蔵省
- 垂水公正 - 大蔵省関税局長、第5代アジア開発銀行総裁
- 東正和 - 東京国税局長、さわやか信用金庫専務理事、1973年大蔵省
- 三本松進 - 宇宙システム開発利用推進機構専務理事、柔道家、1975年通商産業省
- 本家正隆 - 日本銀行発券局長、山根短資（現セントラル短資）社長
- 住川雅洋 - 日本銀行情報サービス局長、広島支店長、東京都民銀行代表取締役専務
- 有本建男 - 文部科学省科学技術・学術政策局長、政策研究大学院大学教授
- 佐分利輝彦 - 厚生省医務局長
- 今田寛睦 - 厚生労働省大臣官房技術総括審議官
- 木倉敬之 - 厚生労働省保険局長
- 広畑史朗 - 福岡県警本部長、近畿管区警察局長
- 門脇黙一 - 朝鮮総督府京城地方専売局長
- 重田雅史 - 内閣府総合海洋政策推進事務局長、国土交通省物流審議官
- 平垣内久隆 - 内閣官房企画推進統括官、国土交通省航空局航空ネットワーク部長
- 山本弘一郎 - 国土交通省職員、政策グランプリ最優秀賞受賞者
- 上田康治 - 環境省大臣官房長、環境省総合環境政策統括官[1]
- 秦康之 - 環境省地球環境局長、環境省水・大気環境局長[2]

### 軍人
- 三戸寿 - 大日本帝国海軍中将、海軍次官
- 池田岩三郎 - 大日本帝国海軍中将、佐世保海軍工廠長、海軍省軍需局長、藤永田造船所社長
- 国崎登 - 大日本帝国陸軍中将（修道中学校校長）
- 香川富太郎 - 大日本帝国陸軍中将（修道中学校理事長）
- 多田勉吉 - 大日本帝国陸軍中将
- 佐々木登 - 大日本帝国陸軍中将、ニュージョージア島防衛を指揮
- 田坂虎之助 - 大日本帝国陸軍少将、日本における三角測量の創始者、日本水準原点創設者
- 重村義一 - 大日本帝国海軍少将、第1艦隊機関長
- 金子養三 - 大日本帝国海軍少将、海軍航空隊の創始者
- 桑原支那吉 - 大日本帝国陸軍少将
- 伊藤良秋 - 大日本帝国海軍少将、日米開戦時の高雄航空隊司令
- 橋本又吉郎 - 大日本帝国海軍少将（修道中学校理事長）
- 星野応韶 - 大日本帝国海軍少将
- 永井貞三 - 大日本帝国海軍少将
- 扇一登 - 大日本帝国海軍大佐、連合艦隊参謀、和平工作に従事
- 杉本五郎 - 大日本帝国陸軍中佐、軍神、『大義』著者
- 高間省三 - 農兵組織神機隊を率い戊辰戦争に出征、奥浪江駅の戦いで戦死（広島藩学問所助教）

### 芸術
- 平山郁夫 - 日本画家、東京芸術大学学長、広島市名誉市民、広島県名誉県民、文化勲章受章（原爆投下により中退、故郷の忠海中学を卒業）
- 上田宗冏 - 茶道上田宗箇流家元
- 紀野一義 - 仏教学者、宗教家、如真会主幹、宝仙学園短期大学学長、正眼短期大学副学長
- 島原帆山 - 都山流尺八演奏家、広島市名誉市民、重要無形文化財保持者（人間国宝）
- 山下了是 - 染色造形作家、元東京芸術大学教授
- 若山裕昭 - 金工作家（銅板レリーフ）
- 加藤棕盧 - 文人画家（広島藩校学問所出身、のち教授）
- 本多錦吉郎 - 洋画家、漫画家、造園家
- 田中万吉 - 洋画家
- あきびんご - 絵本作家、画家
- 三分一博志 - 建築家
- 前田育男 - カーデザイナー、マツダ常務執行役員
- 小島燎 - ヴァイオリン奏者

### 財界
- 三浦惺 - NTT (NTT) 会長
- 佃和夫 - 三菱重工業会長
- 川井昭陽 - 三菱航空機社長
- 大歳卓麻 - 元日本アイ・ビー・エム社長
- 林有厚 - 元東京ドーム社長
- 田村宏明 - 元フジタ社長
- 井上義海 - 元神戸製鋼所社長。元大蔵省印刷局長
- 佐古一 - 元大成建設社長
- 横地節男 - 元島津製作所社長
- 森永公紀 - 元NHK専務理事
- 佐々木博茂 - 元ダイエー取締役・社長代行、元福岡ダイエーホークス（現：福岡ソフトバンクホークス）会長
- 川上徹也 - 元パナソニック副社長、パナソニック経理大学学長
- 杉原章郎 - ぐるなび社長、楽天ブックス社長、楽天常務執行役員、楽天グループ・エグゼクティブヴァイスプレジデント
- 赤川隼一 - ミラティブ社長、元ディー・エヌ・エー執行役員
- 大蘿淳司 - The Edgeof創設者、投資家
- 加島淳 - オーバル機器工業創業者
- 内山康 - レーザーテック創業者
- 松田耕平 - 元マツダ社長。広島東洋カープ社長。野球殿堂入り
- 松田欣也 - 元広島マツダ社長
- 吉田多孝 - ヤナセ社長
- 大隈郁仁 - 東急不動産ホールディングス社長、不動産協会副理事長
- 大下浩爾 - 元マッキャンエリクソン社長
- 上垣内猛 - 西友およびウォルマートジャパン最高経営責任者、元ユニリーバ・ジャパン社長
- 竹本成徳 - 元日本生活協同組合連合会会長
- 原田睦民 - 元全国農業協同組合中央会会長。元広島県議会副議長
- 岡野衛士 - 元大阪証券取引所理事長
- 田口謙吉 - 参天製薬創業者・大阪府議会議員（広島藩学問所出身）
- 大田哲哉 - 元広島電鉄社長。元広島商工会議所会頭
- 大下龍介 - 福屋会長
- 中野重美 - 元中国電気工事社長、元広島商工会議所会頭、元サッカー日本代表
- 白倉茂生 - 元中国電力社長
- 山本正房 - 元中国新聞社社長、元広島商工会議所会頭
- 福田浩一 - 元山口銀行頭取
- 深山英樹 - 広島ガス会長、広島商工会議所会頭
- 森本弘道 - もみじ銀行頭取
- 松田弘 - 元アンフィニ広島代表取締役社長
- 鈴木清明 - 広島東洋カープ常務取締役球団本部長
- 吉川進 - リョービ社長
- 鶴衛 - 学校法人鶴学園理事長・総長、日本私立大学協会副会長
- 景山崇人 - タカキベーカリー元社長。元戦艦大和乗組員
- 濱本康男 - 広島高速交通社長
- 山本茂樹 - 大進社長
- 中村靖富満 - やまだ屋社長、FMはつかいち専務取締役
- 作田貴志 - カドカワピクチャーズUSA社長、映画プロデューサー
- 河浜一也 - 学習共同体河浜塾塾長、元広島私塾連盟理事長
- 七田厚 - しちだ・教育研究所代表取締役社長
- 和田彰 - GPTWジャパン代表
- 角田式美 - 角栄建設、角栄ガス創業者（中退）
- 佐々木孝富 - オタフクソース社長
- 加藤暠 - 相場師（中退）
- 宮郷彰通 - 杓子の家会長、厳島神社元総代

### 学者・専門職
- 増本量 - 東北大学名誉教授、物理学者、合金研究のパイオニア、広島市名誉市民、文化勲章受章
- 頼山陽 - 漢詩人、儒学者、歴史家、「日本外史」著者（9歳で広島藩校学問所に入学し26歳で助教になる）
- 頼聿庵 - 儒学者、能書家（広島藩校学問所教授）
- 頼春水 - 儒学者（広島藩校学問所教授）
- 頼杏坪 - 儒学者（広島藩校学問所教授）
- 寺田臨川 - 儒学者（広島藩校講学所教授）
- 吉村秋陽 - 儒学者（広島藩校講学所教授）
- 坂井虎山 - 漢詩人、儒学者、文章四名家の一人（広島藩校学問所教授）
- 阪谷朗廬 - 儒学者（広島藩校学問所教授）
- 河野小石 - 儒学者（広島藩校学問所教官）
- 金子霜山 - 儒学者（広島藩校講学所教授）
- 山田十竹 - 漢学者、教育者（広島藩校学問所教授、修道学校校長）
- 星野文平 - 尊王攘夷の志士、討幕運動家（広島藩校学問所教授）
- 木原桑宅 - 儒学者、医家、吉田松陰と交友（広島藩校学問所教授）
- 富士川游 - 医学史家、「日本医学史」著者、鎌倉中学校（現：鎌倉学園）設立者
- 山本信哉 - 歴史学者、東京帝国大学史料編纂所史料編纂官、國學院大學教授
- 関寛治 - 政治学者、東京大学名誉教授
- 米重文樹 - スラブ文学者、東京大学名誉教授
- 黒住眞 - 思想史家、東京大学名誉教授
- 影本浩 - 海洋工学者、東京大学名誉教授
- 小佐古敏荘 - 東京大学大学院工学系研究科教授
- 古米弘明 - 東京大学大学院工学系研究科教授
- 岩佐義宏 - 東京大学大学院工学系研究科教授
- 野間昭典 - 京都大学大学院医学研究科教授
- 間藤徹 - 京都大学大学院農学研究科教授
- 杉山淳司 - 京都大学生存圏研究所教授
- 豊田隆謙 - 東北大学大学院医学系研究科教授
- 井上元 - 名古屋大学大学院環境学研究科教授
- 田村哲樹 - 名古屋大学法学部教授
- 日比正彦 - 名古屋大学生物機能開発利用研究センター教授
- 栗栖浩二郎 - 大阪大学大学院歯学総合研究科教授
- 笹田剛史 - 大阪大学大学院工学研究科教授
- 佐藤宏介 - 大阪大学副学長、大学院基礎工学研究科教授
- 友枝敏雄 - 九州大学大学院人間環境学研究院教授
- 吉川元 - 神戸大学大学院法学研究科教授、上智大学教授
- 玉浦裕 - 東京工業大学炭素循環エネルギー研究センター教授
- 延岡健太郎 - 一橋大学イノベーション研究センター教授
- 高畑常信 - 東京学芸大学名誉教授（元修道中学高校教員）
- 三宅登之 - 東京外国語大学大学院総合国際学研究院教授
- 檜山哲彦 - 東京芸術大学音楽学部教授
- 吉田賢龍 - 広島文理科大学初代学長（修道中学校校長）
- 小野茂樹 - 広島大学名誉教授
- 上里一郎 - 広島大学名誉教授、早稲田大学元教授、広島国際大学元学長
- 二川浩樹 - 広島大学大学院医歯薬保健学研究科教授
- 木舩憲幸 - 広島大学教育学部教授
- 朝倉尚 - 広島大学総合科学部教授[要出典]
- 高原一隆 - 広島大学総合科学部教授
- 菅誠治 - 岡山大学理事・副学長、同大大学院自然科学研究科（工学部）教授
- 田中誠二 - 山口大学人文学部教授
- 弘中正美 - 千葉大学教育学部教授、明治大学文学部教授[要出典]
- 吉田和弘 - 岐阜大学学長
- 赤木完爾 - 慶應義塾大学法学部教授[要出典]
- 河野武司 - 慶應義塾大学法学部教授
- 前野隆司 - 慶應義塾大学大学院システムデザイン・マネジメント研究科教授
- 栗田治 - 慶應義塾大学大学院理工学研究科教授
- 中川純男 - 慶應義塾大学文学部教授
- 中嶋博 - 早稲田大学名誉教授
- 東清和 - 早稲田大学名誉教授
- 山崎泰彦 - 神奈川県立保健福祉大学名誉教授
- 西尾隆 - 国際基督教大学社会科学科教授
- 林正樹 - 中央大学商学部教授
- 吉見義明 - 中央大学商学部教授、従軍慰安婦問題の第一人者
- 秋光純 - 青山学院大学理工学部教授
- 柳父悟 - 東京電機大学工学部教授
- 田中開 - 法政大学大学院法務研究科教授
- 上杉富之 - 成城大学文芸学部・大学院文学研究科教授
- 小林弘祐 - 北里大学学長
- 上久保達夫 - 皇學館大学文学部教授
- 小松敬治 - 宇宙航空研究開発機構 (JAXA) 名誉教授
- 長岡省吾 - 広島平和記念資料館 設立者、初代館長
- 碓井静照 - 元広島県医師会会長、広島市医師会会長、広島ペンクラブ代表、日本ペンクラブ会員
- 天野良太郎 - 元広島市医師会会長
- 竹内功 - 広島市立病院機構理事長、元広島市副市長
- 江部康二 - 内科医、糖質制限食の先駆者
- 三好春樹 - 介護福祉の啓蒙活動家、理学療法士、生活とリハビリ研究所代表（中退）

### 法曹
- 大迫唯志 - 弁護士、日本弁護士連合会副会長、中国地方弁護士会連合会理事長、広島大学教授
- 弘中惇一郎 - 弁護士、薬害エイズ事件、障害者郵便制度悪用事件などを担当
- 佐藤博史 - 弁護士、東京大学客員教授、足利事件、パソコン遠隔操作事件などを担当
- 山香二郎吉 - 元大審院（現最高裁判所）判事
- 木原章六 - 元東京重罪裁判所長、東京控訴院評定官（広島藩学問所出身）
- 手島兵次郎 - 元台湾総督府検察官長・法務局長
- 新関勝芳 - 元大阪高等裁判所長官、弁護士、ロッキード事件の弁護団長
- 池田浩三 - 元最高検察庁検事、弁護士
- 山下江 - 弁護士、元広島弁護士会会長
- 落合洋司 - 弁護士

### 放送
- 福井謙二 - フリーアナウンサー、元フジテレビアナウンサー
- 山中秀樹 - フリーアナウンサー、元フジテレビアナウンサー
- 本名正憲 - 中国放送アナウンサー
- 石田充 - 中国放送アナウンサー
- 石井俊大 - テレビ愛知アナウンサー
- 畠山大志 - NHKアナウンサー
- 武本大樹 - NHKアナウンサー
- 斉藤寿朗 - 元NHKアナウンサー
- 米澤秀敏 - RSK山陽放送アナウンサー
- 升本琢也 - フジテレビディレクター
- 加藤久嗣 - 在広ディレクター
- 貫田雅剛 - ラジオパーソナリティ
- 安岡喜郎 - 日テレアックスオン専務取締役
- 大町怜央 - 日本テレビアナウンサー

### 文化
- 遊川和彦 - 脚本家、映画監督
- 西尾大介 - アニメーション監督
- モーリー・ロバートソン - DJ、ミュージシャン、ジャーナリスト（中退）
- あすなひろし - 漫画家
- 片上大輔 - 史上初の東大卒プロ棋士 (将棋)
- 東不可止 - テレビ東京・アニメーションプロデューサー
- 野村文夫 - ジャーナリストの草分け、自由民権運動活動家（広島藩学問所出身）
- 岡村俊一 - 映画監督、演出家、演劇プロデューサー
- 田村啓介 - 映像ディレクター
- 川本コオ - 漫画家
- 青柳陽一 - 写真家
- 柳谷杞一郎 - 本名：柳谷行宏、写真家、東京写真学園代表
- 神足裕司 - フリーライター、コラムニスト
- 織井青吾 - ノンフィクション作家
- 小久保均 - 作家
- 今子正義 - 作家
- 原田実 - 作家、歴史研究家
- アンドウ・ゼンパチ - 本名：安藤潔、著述家、ブラジル日系社会研究家
- 山下梅鶴 - 著述家、広島藩代官主席、宮島奉行（広島藩学問所出身）
- 仁科裕貴 - ライトノベル作家
- 檜木田正史 - ゲームクリエイター、脚本家
- 望月遊馬 - 詩人

### 芸能
- 吉川晃司 - 歌手、俳優（修道中学校卒、デビューのため高校2年末に中退）
- レ・ロマネスクTOBI - 歌手、俳優、小説家
- 町支寛二 - ギタリスト
- 岡崎倫典 - ギタリスト
- 酒屋まろ吉 - ドラマー、三味線奏者
- 劉哲志 - シンガーソングライター
- 西村真二 - お笑い芸人、元アナウンサー
- 風呂哲州 - シンガーソングライター、ギター漫談家、ザ・バ〜ニョ
- 難波圭一 - 声優
- 石山健二郎 - 俳優

### スポーツ
- 河石達吾 - 第10回ロス五輪100m自由形・銀メダル / 硫黄島の戦いにて戦死（陸軍中尉）
- 大横田勉 - 第10回ロス五輪400m自由形・銅メダル
- 河津憲太郎 - 第10回ロス五輪100m背泳ぎ・銅メダル / 修道中学在学中に50メートル背泳ぎで日本新記録
- 永田寛 - 第10回ロス五輪ホッケー・銀メダル
- 森孝慈 - メキシコ五輪サッカー・銅メダル、東京五輪サッカー日本代表、元浦和レッズ監督・GM、元サッカー日本代表監督
- 山縣亮太 - 東京五輪・リオデジャネイロ五輪・ロンドン五輪 100m走 / 400mリレー走日本代表、リオデジャネイロ五輪400mリレー走・銀メダル
- 下村幸男 - メルボルン五輪サッカー日本代表、元東洋工業、元フジタ工業監督、元サッカー日本代表監督
- 児島泰彦 - ベルリン五輪100m背泳ぎ日本代表
- 横地森太郎 - 元ポルトガル代表監督（水泳）、水泳日本代表
- 森健兒 - 元サッカー選手、元日本サッカー協会専務理事
- 中村勤 - 元サッカー選手、元フジタ監督
- 銭村健次 - 元サッカー選手、日系人
- 吉田浩 - 元サッカー選手、日本代表ユース
- 脇裕司 - 元サッカー選手
- 藤井優 - 元ライフル射撃ナショナルチーム全日本監督（中学2年まで在籍）
- 田村尚之 - プロゴルファー
- グンソ - プロレスラー、ダブプロレス代表、DOVE世界ヘビー級王者
- 富永俊夫 - 遠泳者